# Larry Siedentop

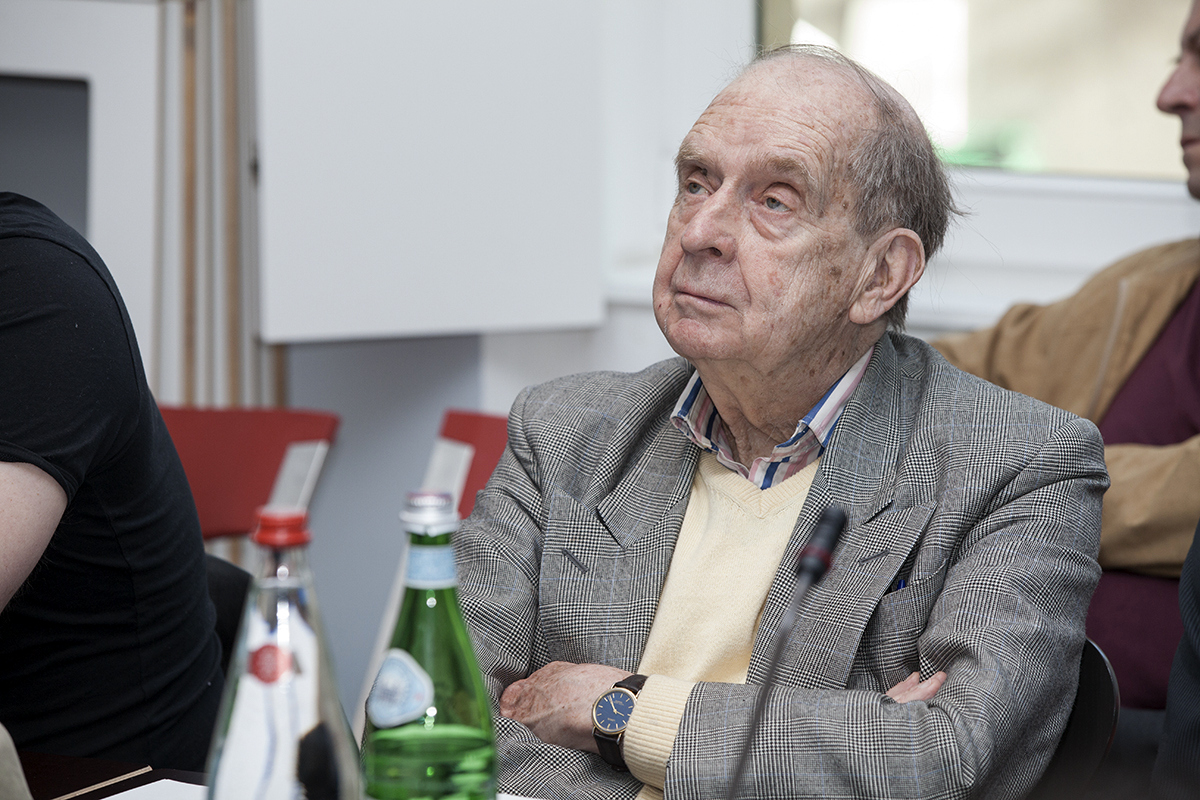
Larry Siedentop, 2013.

Larry Alan Siedentop (Chicago, 24 mei 1936 – Londen, 12 juni 2024) was een Brits-Amerikaans politiek filosoof.
Siedentop ging naar Hope College in Holland (Michigan). Hij studeerde geschiedenis en filosofie aan Harvard. In Oxford (Magdalen College) schreef hij zijn dissertatie onder supervisie van Sir Isaiah Berlin over het gedachtegoed van Joseph de Maistre en Maine de Biran. Hij was Research Fellow aan Nuffield College van 1965 tot 1968. Vervolgens werd hij Lecturer in Intellectual History aan de Universiteit van Sussex. Vanaf 1973 was hij Faculty Lecturer in Political Thought aan de universiteit van Oxford en Fellow van Keble College.
Zijn belangrijkste aandachtsgebieden omvatten de Franse Contra-Verlichting, vroeg-negentiende-eeuws Frans liberalisme alsook de verschillen tussen het Franse en het Engelse liberalisme. Samen met David Miller bezorgde hij The Nature of Political Theory, in 1994 verscheen de intellectuele biografie van Alexis de Tocqueville en in 2000 publiceerde hij Democracy in Europe. In 2014 verscheen Inventing the Individual. Siedentop heeft het Europese reilen en zeilen becommentarieerd in onder meer The Times, The Financial Times, Times Literary Supplement en NRC Handelsblad. Interviews met Siedentop verschenen in onder meer Hervormd Nederland, NRC Handelsblad, Elsevier en de Volkskrant.
Na zijn pensionering was Siedentop Visiting Fellow aan het NIAS (Netherlands Instititute for Advanced Study) in Wassenaar, Koningin-Victoria-Eugenia-Professor aan de Complutense Universiteit van Madrid (Spanje) en Visiting Fellow in het Philosophy and Public Affairs programme aan de Universiteit van St Andrews in Schotland. In november 2004 werd hij benoemd tot Commandeur in de Orde van het Britse Rijk vanwege zijn bijdragen aan het politiek gedachtegoed en het hoger onderwijs. In september 2011 ontving hij een eredoctoraat van Hope College, Michigan.
Siedentop overleed in juni 2024 op 88-jarige leeftijd.